# Hagen (westfälisch-niedersächsisches Adelsgeschlecht)

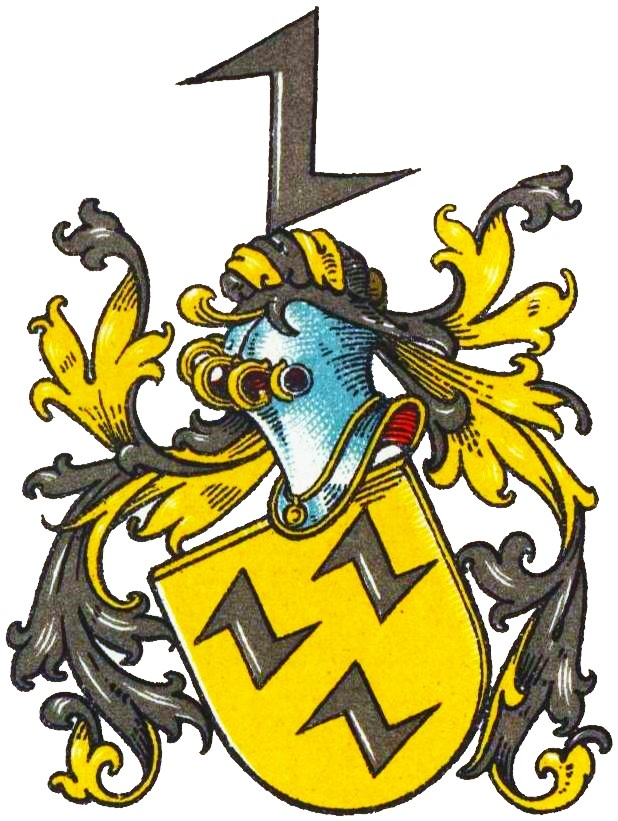
Wappen derer von dem Hagen im Wappenbuch des Westfälischen Adels

Von dem Hagen ist der Name eines erloschenen westfälisch-niedersächsischen Adelsgeschlechts. Es gibt des Weiteren bis eine gleichnamige uradelige Familie von dem Hagen aus dem Eichsfeld.

## Geschichte
Das Geschlecht stammt aus dem Stift Corvey. Besitz hatte die Familie im Jahr 1290 im Wesertal und im Solling zu Bevern, ferner 1313 zu Fürstenberg, Meinbrexen, Nienover, Sohlingen, Uslar und Würgassen. Sie waren Corveische Vasallen.
Der Letzte des Geschlechts war laut Max von Spießen Georg von dem Hagen, der am 27. September 1575 verstarb. Laut Leopold von Ledebur hatte er mehrere Kinder, doch starben diese sämtlich in jugendlichem Alter vor dem Vater. Ernst Heinrich Kneschke dagegen berichtet, dass ein Sohn erst 1578 verstarb und eine Agnese vom Hagen die Letzte ihres Geschlechts war.

## Wappen
Blasonierung: In Gold drei (2:1) schwarze Wolfsangeln. Auf dem schwarz-golden bewulsteten Helm mit schwarz-goldenen Helmdecken eine schwarze Wolfsangel.